# 小港林園線
小港林園線，為高雄捷運建造路線之一，路線起於紅線小港站，止於林園工業區管理處門口。路線全長11.59公里（含紅線預留0.34km），全線皆位於高雄市，採用高運量系統與紅線主線直通行駛營運（全線採用中運量系統規格興建），總共設置7座車站，包含6座地下車站、1座高架車站（經費約537.11億元）。從小港站起往南走沿台17線經臨海工業區、鳳鼻頭、林園、林園工業區等地，與計劃中的鳥松林園線、鳳山楠梓線南段形成長期路網的南環捷運路網。並在林園工業區與規劃中的林園東港線轉乘，跨域延伸至屏東東港、大鵬灣等地。

## 歷史

### 林園東港延伸線時期
1991年1月25日，紅線（橋頭車站－臨海工業區站）獲行政院核定為高雄捷運第一期第一階段辦理之項目。同年10月，捷運局籌備處委託美國帝力凱撒國際公司、中華、中興、中鼎、亞新等顧問公司組成的國際捷運顧問團進行紅橘兩線的修正可行性規劃評估，並包含延伸路網的可行性研究規劃。其中，臨海工業區站後往南沿著台17線一路延伸經高雄縣林園鄉至屏東縣新園鄉計劃有「新園延伸線」。1993年，紅橘線完成細部設計，臨港工業區站從紅線改列為新園延伸線的站點，因此最終紅線只興建到小港站，臨港工業區站列為遠期計劃。
捷運局於1998年12月委託顧問公司進行《高雄都會區大眾捷運系統長期路網運輸規劃》專案，並在2001年4月完成路網建議報告送交中華民國交通部，隔年8月核轉行政院。該專案中，屏東縣東港鎮大鵬灣國家風景區納入評估，將新園延伸線沿著台17線再延伸到大鵬灣風景區大門，稱為「大鵬灣延伸線」，編號RH。全線長20.68公里，設10站（含小港站、臨海工業區站）。該專案評估若以高架高運量系統直通紅線，將不符合經濟效益，建議先增開公車班次培養運量，或是以公車捷運、平面輕軌來興建。此外，大鵬灣延伸線的R2、RH1（沿海中林路口）、RH2（沿海中利路口）站點與專案中另外規劃的填海造陸實施計畫延伸線相同，因此2001年4月另案《林園延伸線初步可行性報告》，將大鵬灣延伸線截短到沿海中利路口站點，該案於5月獲交通部核定。

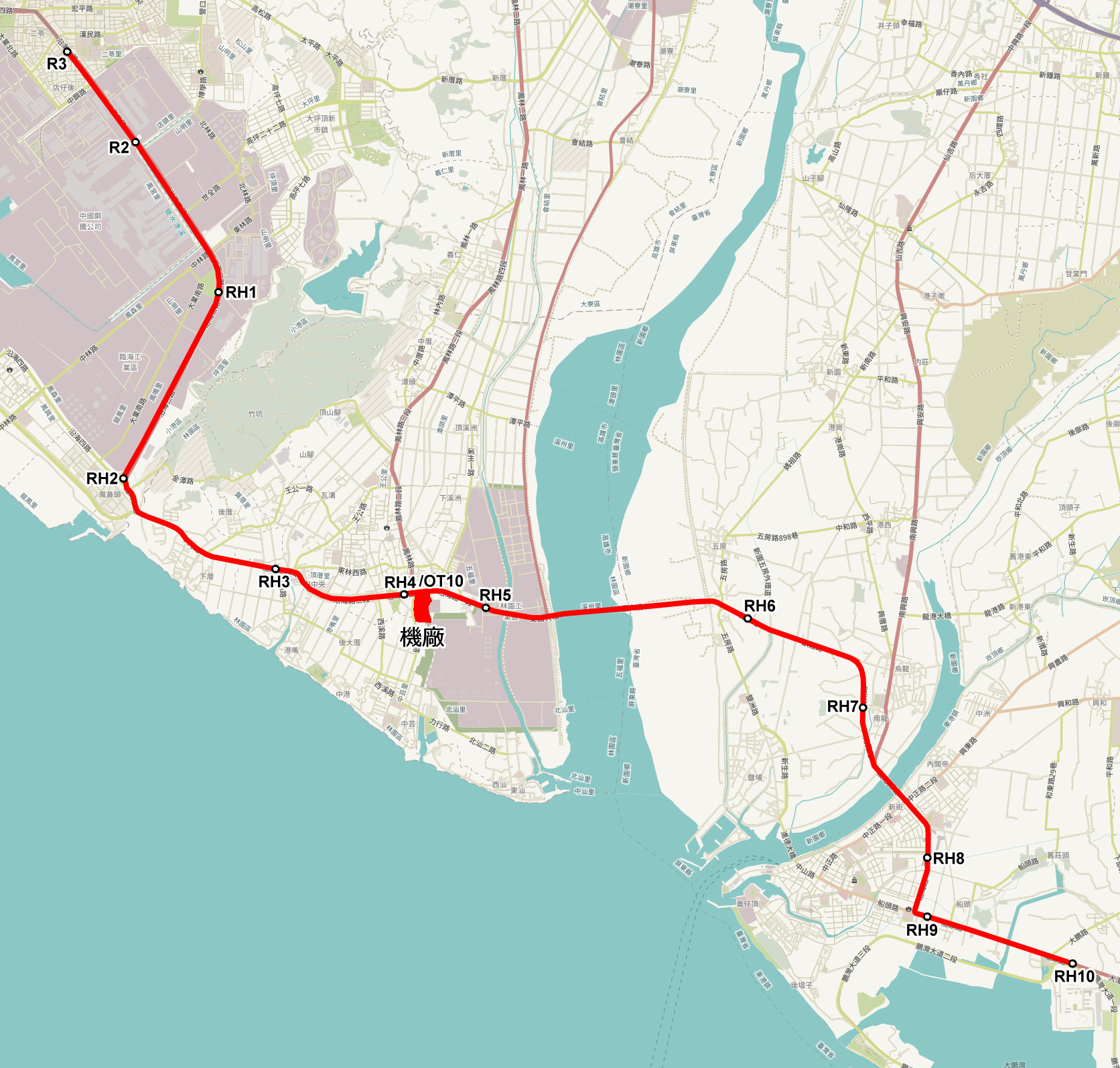
2005年版本的林園延伸線

2003年12月捷運局再委託顧問公司辦理後續細節設計的《高雄都會區大眾運輸系統工程計畫長期路網規劃作業》專案，並於2005年2月交通部審定，該專案包含了子專案《林園延伸線民間參與之可行性評估》，大鵬灣延伸線改稱為「林園延伸線」或「林園東港延伸線」，該專案中為更細部的評估和設計。此時填海造陸實施計畫延伸線已經取消計畫，林園延伸線改回自小港站起。該專案繼續分析以高架高運量延伸的效益，然評估無經濟效益，因此建議採用平面輕軌運輸系統。平面輕軌方案部分站點移動，原本沿海中林路口站點南移到友成巷口，沿海中利路口站點南移到鳳鼻頭的獅子公園，並在林園工業區增設一站，臨海鹽龍路口站點北移到學仁街口，以及增設沿海光復路口站；並在台25線處設有與新計劃大寮延伸線的轉乘站。全線長23.1公里，設12站（含小港站），於小港區路段設於機慢車專用道，其餘路段設於路中央。機廠設於中芸路東側、台17線南側、林園中排水溝西側的土地，與大寮延伸線共用，並且在機廠聯開商場。然而在評估效益上，就算加上土地開發，全線自償率仍為負，因此計劃不可行，建議先增開公車班次排養運量，並待沿線發展成熟。

### 小港林園線時期
考量到林園工業區以南到大鵬灣需興建跨高屏溪、東港溪的橋樑，造成成本大增，且這段的評估運量僅佔全線兩成；因此該專案將之列為第二階段，並又評估第一階段的12.2公里路段。而第一階段的自償率為負，但加上林園機廠聯開商場，自償率可提到為正；然而將土地開發成本考量進去，BOT模式仍不可行；且分年償債比率過低，縱使採用OT模式，仍然不可行。但由於第一階段路線評估仍有經濟效益，以社會公益角度來看，專案仍建議政府可以興建並自行營運第一階段路線。
由於輕軌推行進度緩慢，2012年高雄市交通局另外規劃了高雄公車捷運沿海線，從小港站沿著沿海路到鳳鼻頭獅子公園，於中鋼路、中鋼東門、世全路、友成巷、上林街、中利街等路口設站，全線6.7公里，共8站。並申請交通部補助，預計2014年通車，然而該計劃最後並無施行。

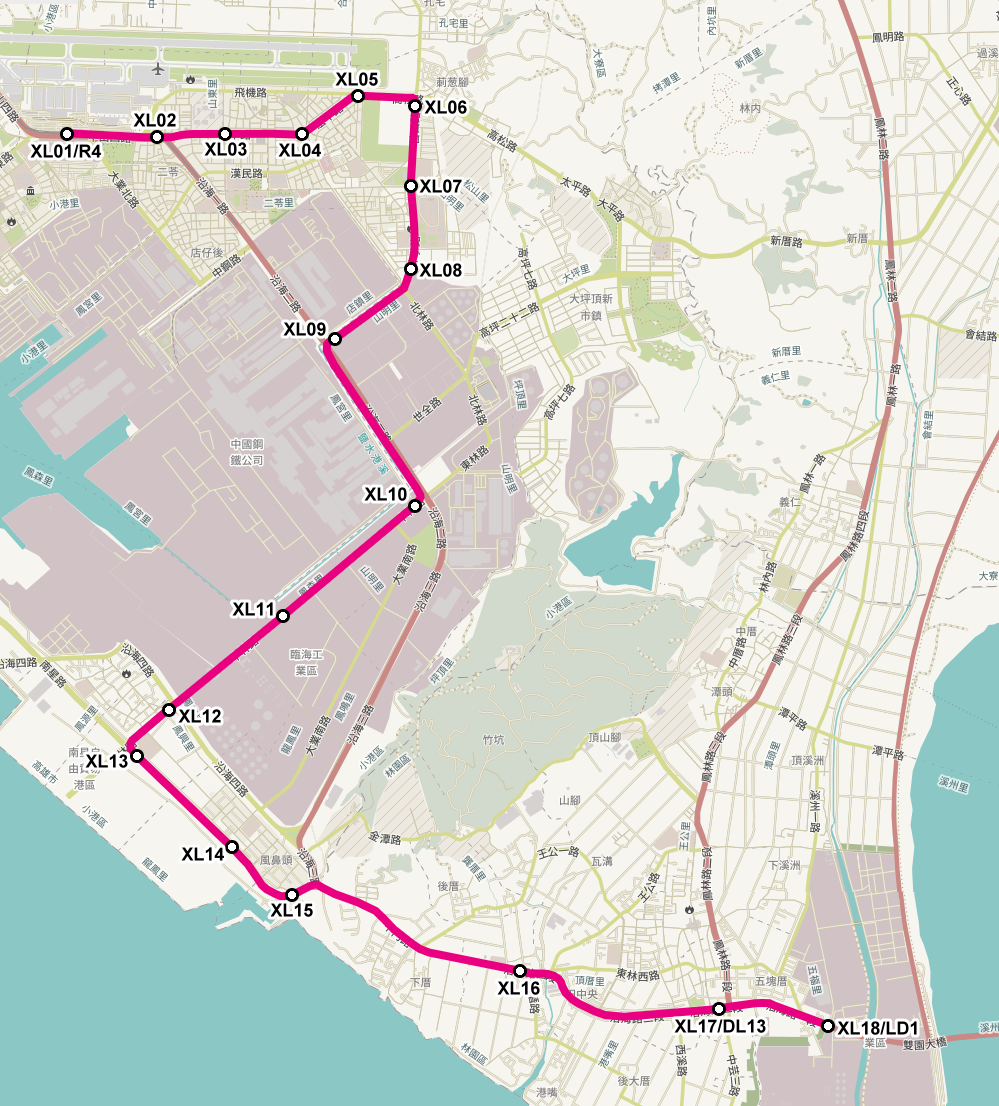
改名小港林園線後的版本

2010年高雄縣市合併，高雄市捷運局納入舊縣區而重新規劃捷運路線，於2011年12月委託顧問公司進行《高雄都會區大眾捷運系統整體路網規劃作業》專案，2015年底完成審定。在此專案中，林園延伸線的第一階段和第二階段被拆為小港林園、林園東港兩條路線，編號改為XL（現為RL）跟LD（現為RD）。由於小港林園線被視為較優先的延伸線，因此於2012年12月另外辦理《高雄都會區大眾捷運系統林園延伸線建設及周邊土地開發計畫可行性研究》。改名為小港林園線後的路線，與之前大不相同，原本的版本因為在小港區為通過性路線，沒有通過人口聚集處，也沒有相關土地可以聯開。在地方要求下，起點改為高雄國際機場站，並向東沿著宏平路繞進小港東側新市區，再沿高松路、營口路、博學路，經過高雄餐旅大學，從利昌街接回沿海路，小港南側段也改走中林路進大林蒲市區，從南星路接回鳳鼻頭，服務新規劃的遊艇產業園區。全線長18.7公里，共18站（含高雄國際機場站），除了利昌街為高架外，全採平面輕軌形式。而原本的沿海路方案則列為替選方案。然而該路線評估益本比低於1，且自償率為-37.21%，在整體路網規劃中，優先性排在非常後面。2016年9月「高雄捷運輕軌北延臺南、南延屏東」會議，林園東港線納入小港鳳鼻頭林園線規劃評估案之後續擴充採購辦理。

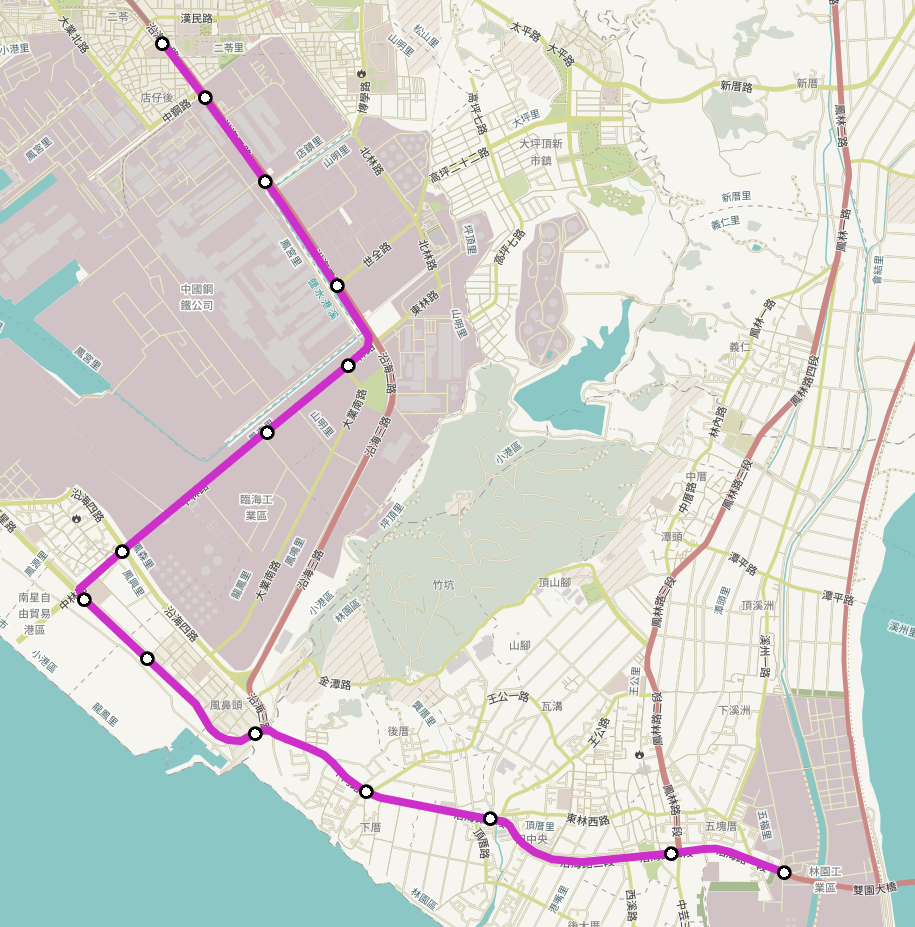
路線規劃評估案中的替選方案「中鋼支線」

2016年12月，捷運局與顧問公司簽約進行《高雄捷運小港鳳鼻頭林園線路線規劃評估》專案，小港林園線編號改為RL。該專案評估三條候選路選，分別為「中鋼支線」、「高餐大線」及「沿海路線」，其中「中鋼支線」如左圖，高餐大線則為《整體路網規劃》案中的小港林園線，而「沿海路線」則為原小港林園線的替選方案。至2017年初期中報告時，高餐大線因為過於彎繞，林園市區到捷運紅線所花時間將是沿海路線的兩倍，且在市區使用平面輕軌恐引民怨，因此率先出局。2018年3月期末報告時，中鋼支線雖然建設成本較低，但評估運量也較低，因此由沿海路方案勝出。並對於採用何種規格系統進行評估，共有三種方案，其一為高運量系統，與紅線直通行駛，全長12.02公里。相較於20年前規劃時的捷運高架延伸，因為新規劃的國道七號高架於沿海路，因此小港區改設置5座地下車站，進入林園區後，才改為高架設4座車站，建造經費約455億元。另一種方案為高架輕軌，全長12.14公里，預定設置10座車站，建造經費約198億元。第三種方案則是與台南捷運相同的單軌中運量系統，長度與設站和高架輕軌案相同，建造經費約186億元。最終評估時，高架輕軌案被認為以後可以同系統延伸東港，且林園人口也不需到捷運等級，因此評估分數以些微優勢勝過紅線直通延伸案。但不論三種路線還是沿海路三種系統方案，評估自償率、益本比都不足以負擔興建及營運，專案建議將汙染補助經費用於補償營運虧損。

### 捷運紅線延伸時期

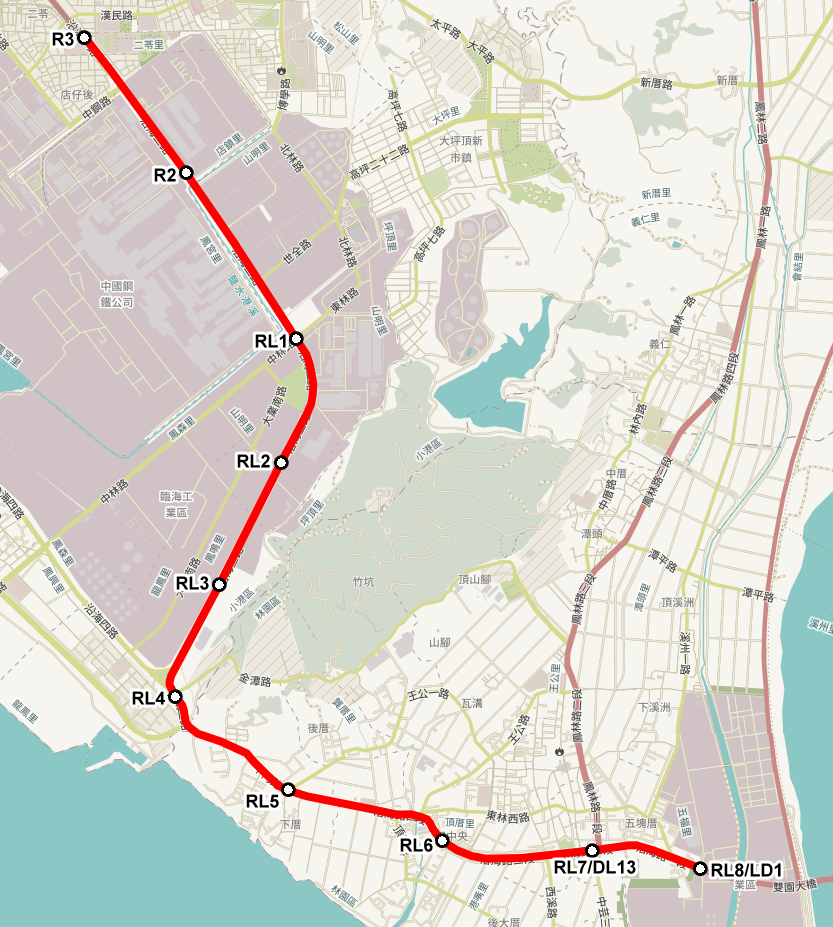
2018年版本的高雄捷運小港林園線

2018年11月16日，捷運局正式提報該案予交通部，採用高運量延伸案，並表示林園長期承載經濟發展污染、對經濟發展貢獻，希望中央政府以專案通過，而不要以傳統視角考慮自償率、運量而不通過高運量案，當時交通部以等新市長上任後，確定新市府意向再作裁定。
2019年1月交通部函請新的高市府，表示該案僅是先期計畫書，要求提送可行性研究報告書，再做審議。3月7日，市府申請可行性研究補助800萬元；3月29日，交通部回函請市府自行籌措經費。4月，由於經費缺乏，小港林園線併入屏東捷運路網研究規劃案。5月，市府改啟動第二預備金，又將小港林園線可行性研究獨立成案。10月30日，可行性報告完成並送審交通部，交通部表示該研究案與正在進行的屏東捷運路網研究規劃案部分重疊，希望等到屏東捷運路網研究規劃案完成再一併審查。
屏東捷運路網研究規劃案於2019年底完成，並評選出小港東港線為最佳路線，小港林園段與高雄市府的小港林園線完全重複，但屏東縣府的小港東港線則採全線高架輕軌，並在小港站轉乘捷運紅線。2020年2月4月交通部回函小港林園線可行性研究規劃案意見，3月31日修正可行性報告送審。5月14日，交通部鐵道局副局長表示將採屏東縣府版本，小港東港線預計全長22公里高架輕軌，經費329億元，將重新進行可行性研究規劃（屏東縣府先前僅做整體路網規劃，尚未進入可行性研究）。9月，新的高市府與屏縣府重新達成新共識，小港東港線將採高架中運量系統；但遭林園區的市議員批評不能一車到林園。

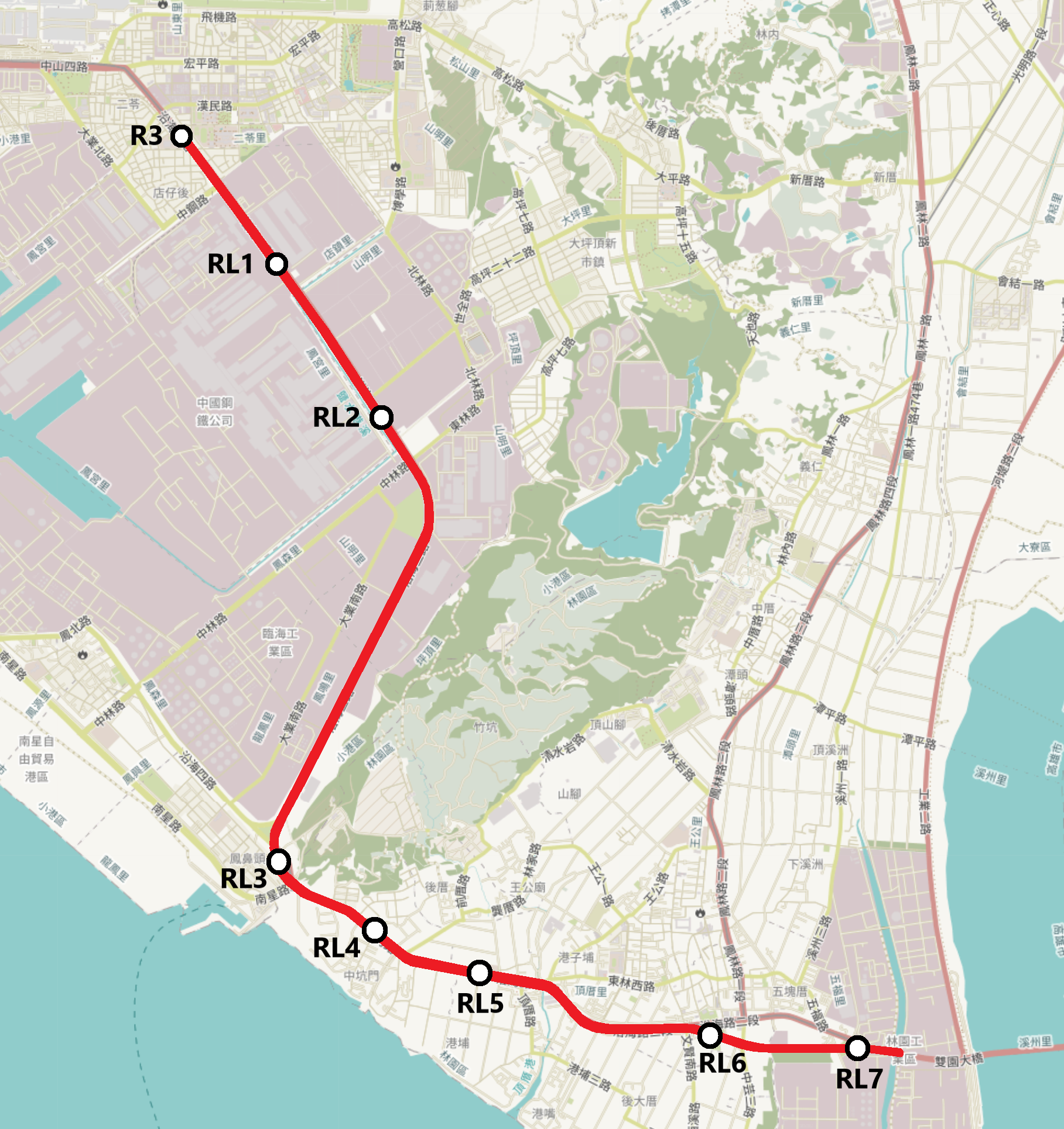
2021年版本的高雄捷運小港林園線

2020年11月23日高市府捷運局以為了處理沿線高壓電塔遷移、國7高架路線重疊及既有工業管線遷移等問題，決議採延續捷運紅線一車到底之高運量系統，並以全地下型式興建為宜。於12月10日將可行性研究修正報告送至交通部審議，此報告中取消了先前的上林街口、中利街口兩站點。但遭屏東縣長反對，表示無法負擔地下高運量屏東段的經費。12月18日交通部邀集高屏縣市政府針對捷運延伸東港的系統形式召開協調會，會議結論林園東港段應與高雄端一車到底，但可採高架型式，而小港林園段維持地下形式。隔年5月7日，在議會的捷運路網規劃專案報告中說明地下隧道往南延伸經台17線後，於林園 11 號公園轉往東南方佈設於農業區，過中芸排水幹線後出土爬升為高架，止於中油林園廠，路線長度約為 12.43 公里，預計設置7座車站（6座地下、1座高架）。
2021年10月18日，小港林園線可行性研究通過國發會審議，將提報行政院核定。11月11日，市議員質詢認為RL5、RL6兩站相距過遠，建議在田厝路、港嘴濕地公園增設一站；市府回應站址可以適度調整，同時高捷局進行相關統計以呈報中央。12月17日，行政院函文正式同意《高雄捷運小港林園線可行性研究案》。
2022年1月8日，石化業憂心RL7站址距離工廠太近，盼站體改地下化；而居民則反對。市府則表示成本考量下維持高架化，規畫已配合中油西移300公尺。4月27日，行政院環境保護署召開《高雄都會區大眾捷運系統小港林園線環境影響說明書》專案小組初審會議，決議本案補充修正後再審。5月18日，高捷局及顧問團隊與中油協調RL7站址，石化業同意支持捷運興建。6月7日，專案小組第2次初審會議，會後決議本案建議通過。6月8日，交通部原則通過環境影響、綜合規劃報告。8月22日，國發會通過綜合規畫報告，建議行政院核定。
2022年9月23日，行政院已核定小港林園線，預計2022年底動工，2034年通車，總經費533億元，中央補助地方313億元，其餘地方自籌。
2023年11月14日：小港林園線動土興建。

## 工程進度
行政院公共工程委員會更新至2025年7月底： 尚未施工之日期由標案公告之履約日期標示
| 工程名稱                         | 工程名稱                                                      | 施工(履約)期間                      | 上月進度 | 本月進度 | 執行情形 | 得標廠商                       |
| -------------------------------- | ------------------------------------------------------------- | ----------------------------------- | -------- | -------- | --- | ------------------------------ |
| 高雄都會區大眾捷運系統小港林園線 | RLC01（RL1-RL3)標土建及設施機電統包工程                       | 2024年11月11日～2033年10月23日      | 6.78%    | 6.91%    | 1.RL2車站-交維設置(防撞桿裝設) 2.通風豎井-安全監測、交維移設(紐澤西護欄線型調整、道路標線繪製、路緣石粉刷、標示牌設置、北側道路汽車道標誌牌移設、紐澤西護欄設置、拒馬升高及水溝蓋加強固定、防撞桿安裝)、場地整理、棄土坑打除、水溝清淤、、監測儀器(壁內傾度管設置)、配合自來水管線遷移施作、支撐系統(中間樁-鋼筋及型鋼材料進場)。 3.RL3車站-防液化前導試驗(配比ABCD施工後表面震測、配比ABCD施工後鑽探驗證)、洗車台施作、工區清理及拆除(公園內地上設施拆除)。 4.其他-工區內外環境整頓、聯合辦公室(外環境清理、除草)、防災措施(第4號颱風「丹娜絲」)、災後復原作業(第4號颱風「丹娜絲」：1.RL3圍籬修復。2.通風豎井機車道警示燈復原。3.通風豎井場地抽水及環境清潔。4. RL3除草環境清潔。)、鄰房鑑定。 | 榮工工程股份有限公司           |
| 高雄都會區大眾捷運系統小港林園線 | RLM01標機電系統統包工程(含能源調度中心)統包工程               | 2023年9月1日～2033年2月9日          | 10.79%   | 11.92%   | 廠商細部設計階段，提送機關相關計畫書及期中、末設計文件審查 | 新加坡商新加坡科技電子有限公司 |
| 高雄都會區大眾捷運系統小港林園線 | RLT01標軌道統包工程                                           | 2024年2月15日～2033年2月20日 (履約) | 3.07%    | 3.68%    | 1.細部設計持續辦理中(第一階段設計文件撰寫及送審，第二階段細部設計文件已陸續作業 )。 2.界面重要工作：持續彙整及檢視各關聯標發出ICD項目，陸續回覆簽署並交換資料。 3.辦理國外材料採購前置詢價、報價作業。 | 展群營造股份有限公司           |
| 高雄都會區大眾捷運系統小港林園線 | RLD01 第二階段 (RL4~RL7) 標土建及設施機電細部設計委託技術服務 | 2024年3月15日～2026年3月15日 (履約) |          |          | 已決標 | 林同棪工程顧問有限公司         |

## 車站
| 編號                                                                | 名稱       | 名稱 | 站體型式 | 所在地 | 所在地 | 交會路線               |
| 編號                                                                | 中文       | 英文 | 站體型式 | 所在地 | 所在地 | 交會路線               |
| ------------------------------------------------------------------- | ---------- | ---- | -------- | ------ | ------ | ---------------------- |
| 小港林園線 除轉乘站的站名已經確定外，其餘中、英文站名皆為暫定名稱。 |            |      |          |        |        |                        |
| ↑接續 紅線直通行駛                                                  |            |      |          |        |        |                        |
| RL1                                                                 | 中鋼東門   |      | 地下     | 高雄市 | 小港區 | 不適用                 |
| RL2                                                                 | 臨海工業區 |      | 地下     | 高雄市 | 小港區 | 不適用                 |
| RL3                                                                 | 鳳鼻頭     |      | 地下     | 高雄市 | 小港區 | 不適用                 |
| RL4                                                                 | 中坑門     |      | 地下     | 高雄市 | 林園區 | 不適用                 |
| RL5                                                                 | 港子埔     |      | 地下     | 高雄市 | 林園區 | 不適用                 |
| RL6                                                                 | 林園       |      | 地下     | 高雄市 | 林園區 | 不適用                 |
| RL7                                                                 | 林園工業區 |      | 高架     | 高雄市 | 林園區 | 預計直通運行林園東港線 |

## 未來營運模式
- 考量本段路線利用人次不高，未來全線將採取全程車（RL7林園工業區站–RK8大湖站）與區間車（R3小港站–RK1岡山車站）交錯發車。並於小港站尾軌後方接續興建袋狀軌，作為區間列車的停靠處。

### 引用
1. ↑  . 中時電子報. 2018-11-05  [2018-11-07]. （原始内容存档于2018-11-07）.
2. ↑  .   [2016-10-05]. （原始内容存档于2016-10-06）.
3. ↑  . 自由時報. 2018-03-21  [2018-11-07]. （原始内容存档于2018-11-07）.
4. ↑  高雄市議會公報 第 5 卷 第 12 期（上） （页面存档备份，存于） p.10620
5. ↑  . TVBS. 2018-05-09  [2018-11-07]. （原始内容存档于2022-06-15）.
6. ↑  . 中央社. 2018-11-16  [2019-04-08]. （原始内容存档于2019-03-06）.
7. ↑  侯承旭. . 自由時報. 2020-05-14  [2020-12-30]. （原始内容存档于2020-06-01） （中文（臺灣））.
8. ↑  王淑芬. . 中央社. 2020-09-14  [2020-12-30]. （原始内容存档于2020-09-16） （中文（臺灣））.
9. ↑  曹明正. . 中國時報. 2020-09-14  [2020-10-21]. （原始内容存档于2020-11-26） （中文（臺灣））.
10. 1 2  . 高雄市政府捷運工程局.   [2020-12-29]. （原始内容存档于2021-06-29） （中文（臺灣））.
11. ↑  侯承旭. . 自由時報. 2020-12-03  [2020-12-30]. （原始内容存档于2020-12-15） （中文（臺灣））.
12. ↑  侯承旭. . 自由時報. 2020-12-17  [2020-12-30] （中文（臺灣））.
13. ↑  . 高雄市政府捷運工程局. 2021-05-26  [2021-06-18]. （原始内容存档于2021-06-28） （中文（臺灣））.
14. ↑  葉卉軒. . 經濟日報. 2021-10-18  [2021-10-18]. （原始内容存档于2022-06-15） （中文（臺灣））.
15. ↑  記者徐白櫻、林巧璉. . 聯合報. 2021-11-11  [2021-11-18]. （原始内容存档于2021-11-18） （中文（臺灣））.
16. ↑  記者王榮祥. . 自由時報. 2021-12-20  [2022-01-12]. （原始内容存档于2022-06-10） （中文（臺灣））.
17. ↑  記者徐白櫻、王昭月. . 聯合報. 2022-01-08  [2022-01-12]. （原始内容存档于2022-06-16） （中文（臺灣））.
18. ↑  記者張雄風. . 中央社. 2022-04-27  [2022-04-27]. （原始内容存档于2022-06-13） （中文（臺灣））.
19. ↑   (PDF). 行政院環境保護署. 2022-04-27 （中文（臺灣））.
20. ↑   (PDF). 行政院環境保護署. 2022-06-07 （中文（臺灣））.
21. ↑   (PDF). 行政院環境保護署. 2022-06-07 （中文（臺灣））.
22. ↑  記者徐炳文. . 風傳媒. 2022-06-08  [2022-06-08]. （原始内容存档于2022-06-08） （中文（臺灣））.
23. ↑  聯合新聞網. . 聯合新聞網. 20220822T191909Z  [2022-08-22]. （原始内容存档于2022-08-26） （中文（臺灣））.
24. ↑  . 自由時報. 2022-09-23  [2022-09-23]. （原始内容存档于2022-09-28） （中文（臺灣））.
25. ↑  . 自由時報. 2022-09-23  [2022-09-23]. （原始内容存档于2022-09-28） （中文（臺灣））.
26. ↑  吳慧芬. . 聯合新聞網. 聯合線上公司.   [2023-11-14]. （原始内容存档于2023-11-16）.
27. ↑  .   [2024-03-10]. （原始内容存档于2023-03-07）.
28. ↑  . 2023-11-02.

## 外部連結
- 高雄市政府捷運工程局 - 小港林園線 （页面存档备份，存于）